# Hemaris ducalis
Hemaris ducalis  es una polilla de la familia Sphingidae, vuela en las montañas sur-occidentales de la provincia China de Xinjiang, en el macizo montañoso de Tian Shan, Kazajistán del sur y oriental hasta las Montañas Altái, Mongolia occidental, Uzbekistán del sur, Kirguistán, Tayikistán, Pakistán y Afganistán del norte.
Su envergadura de ala es de 40 a 50 mm. Pueda ser distinguida de otras especies de Hemaris por la banda blanca que muestra en el segmento abdominal tres. El grado de desarrollo de las áreas transparentes en sus alas, delanteras y traseras, es variable. 
La parte superior de sus alas traseras es enteramente naranja, aparte de las áreas transparentes, contrastando con la coloración marrón de la parte superior de sus alas delanteras.
Es una especie diurna. Se la puede encontrar en zona de bosque y matorral, raramente por debajo de los 2.300 metros hasta una altura de 6.200 metros.
Las larvas se alimentan de especies de Lonicera.

## Sinonimia
- Macroglossa ducalis Staudinger, 1887
- Macroglossa temiri Grum-Grshimailo, 1887
- Hemaris ducalis dantchenkoi Eitschberger & Lukhtanov, 1996
- Hemaris ducalis efenestralis (Derzhavets, 1984)

## Subespecie
- Hemaris ducalis subsp. ducalis
- Hemaris ducalis subsp. lukhtanovi Eitschberger, Danner & Surholt, 1998 (Pakistán)